# Hypephyra pryeraria
Hypephyra pryeraria là một loài bướm đêm trong họ Geometridae.